# Kollsgård
Kollsgård är en by i Okome socken, Falkenbergs kommun. Fagaredssjön och Stora Angsjön, vilka ingår i Ätrans huvudavrinningsområde, är båda belägna delvis inom byns gamla ägovidder. 